# インターナショナル・ワイン・チャレンジ
インターナショナル・ワイン・チャレンジ（英語: International Wine Challenge、通称：IWC）はイギリス・ロンドンで毎年4月に開催されるワインコンペ。2007年からは日本酒部門（Sake Category）が設けられている。

## 概要
1984年、ロバート・ジョセフ、チャールズ・メトカーフの2人によってロンドンで開催される。元々はワインインターナショナルマガジン（現：en:Wine_&_Spirits）の企画であったが、2006年にイギリスのWilliam Reed Business Media社に売却された。
現在の審査委員長はメトカーフ、マスター・オブ・ワインのデレク・スメドレー、ティム・アトキン、Sam Harropの4人が務める。日本酒部門は山仁酒店社長の大橋健一。サイモン・フォフストラが責任者を務める。
尚、2011年より外務省はIWCの上位入賞の日本酒を在外公館用に採用している。

## 大会形式
大会は2週間にわたって行われる。大会は三回戦まで有り、最初はブラインド・テイスティングに始まり、300人の審査員によってテイスティングを受ける。審査結果で100点中84点以上を獲得すれば二回戦へ進出できる。優勝したワインの授賞式は７月にロンドンでメダルの授与式が行われる。

### 審査方法
一切の先入観をなくすため名称・産地といった個別情報は伏せられた上で審査を受ける。